# Rejon łohojski
Rejon łohojski (biał. Лагойскі раён) – rejon w centralnej Białorusi, w obwodzie mińskim.